# Journée de la réconciliation de 1947

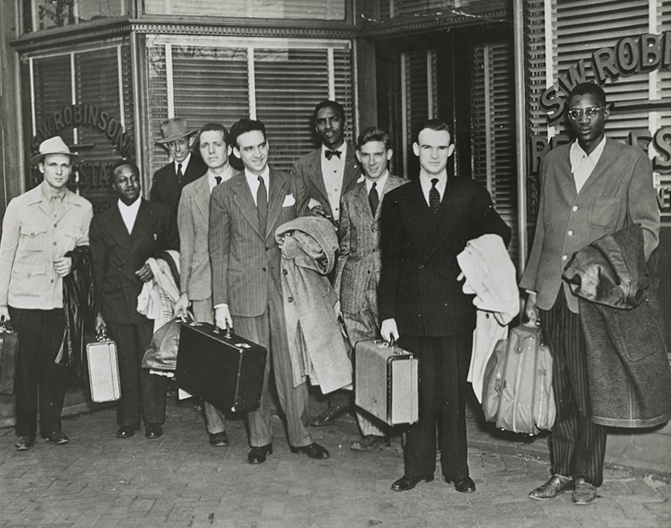
Participants au voyage de réconciliation en 1947.

La Journée de la réconciliation (The Journey_of_Reconciliation), parfois aussi appelée en anglais « First Freedom Ride », littéralement « Premier voyage de la liberté », fut une action inspirée de la non-violence, organisée en avril 1947, en protestation contre les lois ségrégationnistes en vigueur dans les États du sud des États-Unis qui étaient appliquées dans les bus assurant le transport d'un État à l'autre (interstate buses) et en interdisaient la mixité. 

## Origine
Bayard Rustin et 18 autres hommes et femmes furent à l'initiative de ce voyage qui devait durer deux semaines : partis de Washington DC le 9 avril 1947, ils firent un périple en bus jusqu'au sud de la Caroline du Nord avant de revenir à Washington.
Ce premier « voyage » (Ride) est tenu pour l'une des protestations ayant inspiré les marches pour la liberté organisées par le mouvement des droits civiques aux États-Unis à partir de mai 1961, qui culminera par la Marche sur Washington pour l'emploi et la liberté. James Peck, activiste blanc, pacifiste, figure importante de la Journée de la réconciliation en 1947, participa à la marche de mai 1961.